# Steinn Þorgestsson
Steinn Þorgestsson (n. 975) fue un caudillo vikingo de Islandia en el siglo XI. Fue lögsögumaður de Islandia entre 1031 y 1033. Hijo de Þorgestur Steinsson, su hacienda estaba emplazada en Breiðabólstaður á Skógarströnd, en Snæfellsnes, donde su abuelo Steinn mjögsiglandi Vígbjóðsson fundó un asentamiento como colono. Las sagas mencionan prácticamente poco más que su función legal en la Mancomunidad Islandesa.